# 島袋秀幸
島袋 秀幸（しまぶくろ ひでゆき、1952年7月12日 - 2022年5月21日）は、日本の政治家、地方公務員。伊江村長を務めた。

## 経歴
伊江村西江上に生まれる。琉球大学を卒業後、1977年5月より伊江村役場入庁。税務課に配属される。総務課長、助役、副村長を歴任。2013年には村長選挙に立候補し無投票当選。
2022年4月27日、新型コロナウイルスに感染していたことが判明。同月18日には、西銘恒三郎（沖縄北方担当大臣）と自民党沖縄振興調査会会長小渕優子を訪問するため名護市長の渡具知武豊ら11人の首長と共に東京出張をしていた。
5月21日21時39分、伊江村の自宅で死去。69歳没。死因はくも膜下出血であった。20日午後まで沖縄本島へ出張するなど通常通り公務を行っていた。死没日付をもって旭日双光章を追贈された。